# Марк Минуций (народный трибун 216 года до н. э.)
Марк Мину́ций (лат. Marcus Minucius; III век до н. э.) — римский политический деятель из плебейского рода Минуциев, народный трибун 216 года до н. э. После битвы при Каннах именно он предложил создать специальную комиссию по финансовым вопросам, в которую вошли Луций Эмилий Пап, Марк Атилий Регул и Луций Скрибоний Либон. По-видимому, трибун был родственником консуляра Марка Минуция Руфа, погибшего при Каннах.